# Oligochlora grimaldii
Oligochlora grimaldii — викопний вид перетинчастокрилих комах родини галіктид (Halictidae). Вид описаний із зразка, що був виявлений у кусочку бурштину, який видобули у шахтах Домініканської республіки. Голотип  зберігається у колекції  Американського музею природознавства, Нью-Йорк. Це є самиця, завдовжки 7,2 мм, що попала у смоляну пастку на початку міоцену. 
Вид названий на честь доктора Девіда Грімальді, вченого-ентомолога та куратора колекції викопних комах Американського музею природознавства.